# Finley (boisson)
Pour les articles homonymes, voir Finley.
 (mai 2014).
Si vous disposez d'ouvrages ou d'articles de référence ou si vous connaissez des sites web de qualité traitant du thème abordé ici, merci de compléter l'article en donnant les références utiles à sa vérifiabilité et en les liant à la section « Notes et références ».

Finley est une ancienne marque commerciale de boisson gazeuse, à l'origine un tonic, produite et de nouveau distribuée par The Coca-Cola Company depuis 2014 en France avec de nouveaux parfums.